# Mníšek nad Hnilcom
Mníšek nad Hnilcom (in ungherese Szepesremete, in tedesco Einsiedel) è un comune della Slovacchia facente parte del distretto di Gelnica, nella regione di Košice.